# David Dastmalchian
David Dastmalchian (ur. 21 lipca 1975 w Filadelfii) – amerykański aktor, scenarzysta, producent i dramaturg pochodzenia irańskiego, angielskiego, irlandzkiego, włoskiego, niemieckiego, szkockiego, walijskiego, francuskiego oraz z Wyspy Jersey. Wystąpił m.in. w filmach Mroczny Rycerz (2008), Labirynt (2013), Blade Runner 2049 (2017), a także w Ant-Manie (2015) i  jego sequelu (2018).

## Życiorys
Ukończył Shawnee Mission South High School w Overland Park i szkołę teatralną przy Uniwersytecie DePaul w Chicago. Po studiach pracował jako zawodowy rybak na Alasce, cyrkowiec, jeździł z kinem objazdowym. Związał się z zespołem Shattered Globe Theatre Company i Caffeine Theatre w Chicago.

## Filmografia

### Filmy
| Rok  | Tytuł                                | Rola                        | Uwagi                |
| ---- | ------------------------------------ | --------------------------- | -------------------- |
| 2008 | Mroczny Rycerz                       | Thomas Schiff               |                      |
| 2009 | Horsemen                             | Terrence                    |                      |
| 2012 | Say When                             | Damon                       |                      |
| 2012 | Cass                                 | Joshua Whitmore             |                      |
| 2012 | Virgin Alexander                     | Hank                        |                      |
| 2012 | Sushi Girl                           | Nelson                      |                      |
| 2012 | Singled Out                          | Luke                        |                      |
| 2013 | Saving Lincoln                       | Major Eckert                |                      |
| 2013 | The Employer                         | James Harris                |                      |
| 2013 | Labirynt                             | Bob Taylor                  |                      |
| 2014 | Animals                              | Jude                        | też scenariusz       |
| 2014 | Angry Video Game Nerd: The Movie     | Sierż. L. J. Ng             | cameo                |
| 2015 | Chronic                              | Bernard                     |                      |
| 2015 | Ant-Man                              | Kurt                        |                      |
| 2017 | The Belko Experiment                 | Lonny                       |                      |
| 2017 | Blade Runner 2049                    | Coco                        |                      |
| 2018 | Ant-Man i Osa                        | Kurt                        |                      |
| 2018 | Nie otwieraj oczu                    | Gwiżdżący maruder           |                      |
| 2018 | A Million Little Pieces              | Roy                         |                      |
| 2018 | Relaxer                              | Cam                         |                      |
| 2018 | All Creatures Here Below             | Gensan                      | też scenariusz       |
| 2019 | W szaleństwie jest metoda            | The Witness                 |                      |
| 2019 | Jay i Cichy Bob powracają            | oficer SWAT                 |                      |
| 2021 | Legion samobójców: The Suicide Squad | Abner Krill / Polka-Dot Man |                      |
| 2021 | Diuna                                | Piter De Vries              |                      |
| 2022 | Weird: The Al Yankovic Story         | John Deacon                 | cameo                |
| 2023 | Ant-Man i Osa: Kwantomania           | Veb                         |                      |
| 2023 | Late Night with the Devil            | Jack Delroy                 | też producent wykon. |
| 2023 | Dusiciel z Bostonu                   | Albert DeSalvo              |                      |
| 2023 | Boogeyman                            | Lester Billings             |                      |
| 2023 | Demeter: Przebudzenie zła            | Wojchek                     |                      |
| 2023 | Oppenheimer                          | William Borden              |                      |
| 2024 | Afraid                               | Lightning                   |                      |
| 2024 | Życie Chucka                         | Josh                        |                      |
| 2025 | Rosario                              | Joe                         |                      |

### Telewizja
| Rok        | Tytuł                             | Rola                    | Uwagi      |
| ---------- | --------------------------------- | ----------------------- | ---------- |
| 2008       | Ostry dyżur                       | Młodzieniec             | 1 odc.     |
| 2012       | Wirtualna liga                    | pracownik kostnicy      | 1 odc.     |
| 2013       | Ray Donovan                       | nauczyciel angielskiego | 1 odc.     |
| 2014       | CSI: Kryminalne zagadki Las Vegas | Lee Crosby              | 1 odc.     |
| 2014       | Almost Human                      | Simon                   | 1 odc.     |
| 2014       | Intruders                         | Oz Turner               | 1 odc.     |
| 2015       | CSI: Cyber                        | Logan Reeves            | 1 odc.     |
| 2016       | 12 małp                           | Kyle Slade              | 2 odc.     |
| 2016–2021  | MacGyver                          | Murdoc                  | 11 odc.    |
| 2017       | Gotham                            | Dwight Pollard          | 2 odc.     |
| 2017, 2021 | Flash                             | Abra Kadabra            | 2 odc.     |
| 2017       | Twin Peaks                        | Pit Boss Warrack        | 3 odc.     |
| 2019       | Reprisal                          | Johnson                 | 9 odc.     |
| 2020–2021  | From Now                          | prof. Boris Chernov     | 6 odc.     |
| 2021       | A gdyby…?                         | Kurt                    | 1 odc.     |
| 2024       | Rekrut                            | Ray Watkins             | 2 odc.     |
| 2025       | Pamiętniki Mordbota               | Gurathin                | gł. obsada |